# Église Saint-Jean de Seners
Pour les articles homonymes, voir église Saint-Jean et Seners.
L'église Saint-Jean de Seners est une église romane située dans l'ancien village de Seners, sur la commune d'Estoher, dans le département français des Pyrénées-Orientales. L'IGN la mentionne sous le nom Saint-Jean de Sanes (carte au 1/25000e).